# Окупирана територија
Окупирана територија је област под окупацијом. Окупација је термин интернационалног права. Територија се може сматрати окупираном када се налази под влашћу непријатељске војске.
Као примере окупације могу се узети савезничка окупација Немачке након Другог светског рата, вијетнамска окупација Камбоџе од 1979. до 1989. као и америчка окупација Ирака након инвазије из 2003. године.